# Kolonia amerykańska (Katowice)
Kolonia amerykańska w Katowicach-Giszowcu – zespół sześciu zabytkowych wilii w Katowicach, w dzielnicy Giszowiec, przy ulicy Górniczego Stanu 2-12 powstałych w latach 1927–1928 dla amerykańskich rodzin dyrekcji dawnej spółki Silesian-American Corporation. Po II wojnie światowej w willach zamieszkały rodziny górników z kopalni Wieczorek oraz Staszic.

## Historia
Powstanie kolonii amerykańskiej poprzedziło przyłączenie części Górnego Śląska i Katowic w 1922 roku, a wraz z tym podziałem zakładów spółki Georg von Giesches Erben (pol. Spadkobiercy Jerzego von Giesche), gdyż część zakładów znalazła się po stronie polskiej, a część po niemieckiej. Dla zakładów położonych po polskiej stronie założono spółkę Giesche S.A. Działalność inwestycyjna spółki doprowadziła do pogorszenia sytuacji finansowej spółki i w związku z tym w 1926 roku zawarto porozumienie z firmami amerykańskimi – Anaconad Cooper Mining Co. oraz Averell Harrimann. W ramach porozumienia powstała spółka Silesian-American Corporation (SACO), w której 51% akcji należało do Amerykanów, a pozostałe do koncernu spadkobierców Gieschego. 
W tym samym roku zmienił się też dyrektor spółki Giesche S.A. Został nim Amerykanin – George Sage Brooks, a pierwszym zastępcą Frederic Paul Gaehke. W związku ze zmianami kadrowymi postanowiono o przeprowadzce całych rodzin. Spółka dla nowych dyrektorów wybudowała w latach 1927–1928 kolonię sześciu domów typu angielskiego, a w sąsiedzie willi nr 6 (obecnie ulica Górniczego Stanu 6) w 1935 roku powstał parterowy budynek świetlicy dla dzieci.
Przy kolonii urządzono pole golfowe, posiadające dziewięć dołków. W północnej stronie znajdował się parterowy dom klubowy. Dnia 1 kwietnia 1931 roku powołano do życia Golf-Klub im. Kazimierza Pułaskiego, a z pola golfowego prócz amerykanów korzystali polscy inżynierowie. Po II wojnie światowej pole golfowe zlikwidowano. 
Amerykanie zamieszkiwali kolonię do wybuchu II wojny światowej. Po II wojnie światowej majątek został znacjonalizowany, a w kolonii zamieszkali robotnicy kopalni Staszic i Wieczorek.

## Architektura i otoczenie
Kolonia amerykańska składa się z sześciu willi typu angielskiego o zróżnicowanej architekturze, otoczonych parkiem i ogrodzonych parkanem. W willach pierwotnie znajdowały się obszerne hole, salony z kominkami i po kilka sypialni. Kolonia ta od początku miała dostęp do energii elektrycznej, wodociągu i kanalizacji. Znajduje się ona na obrzeżu Giszowca, przy ulicy Górniczego Stanu 2, 4, 6, 8, 10 i 12, w pobliżu wieży wodnej. 
W kolonii mieszkają obecnie osoby prywatne, a właścicielami budynków oraz ich zarządcą, z wyjątkiem willi numer 8, jest Administracja Staszic Śląsko-Dąbrowskiej Spółki Mieszkaniowej. Cały układ urbanistyczny kolonii został dnia 23 czerwca 1987 roku wpisany do rejestru zabytków pod numerem A/1348/87, a także 4 marca 2019 roku pod numerem A/513/2019.

## Galeria

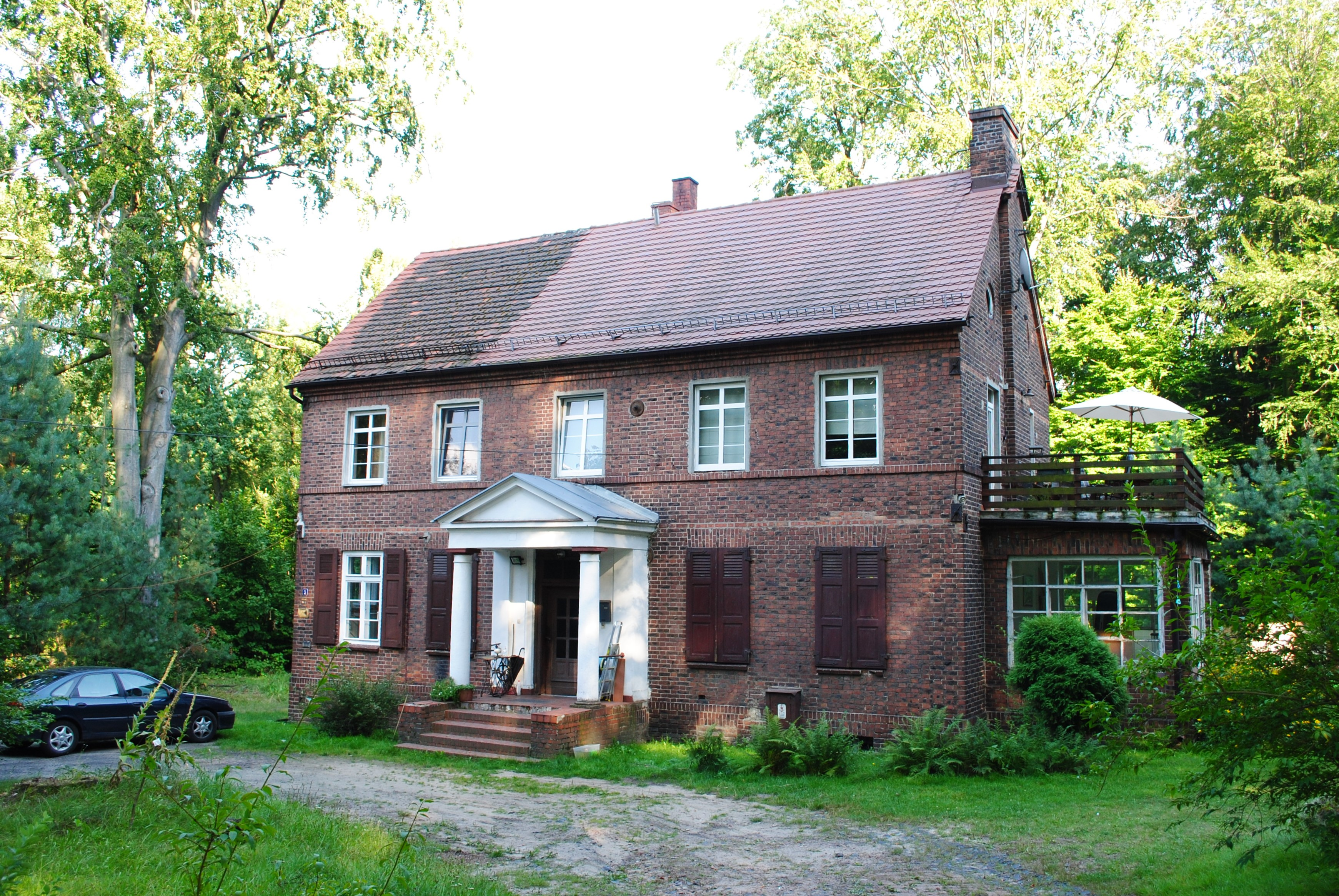
Ul. Górniczego Stanu 2
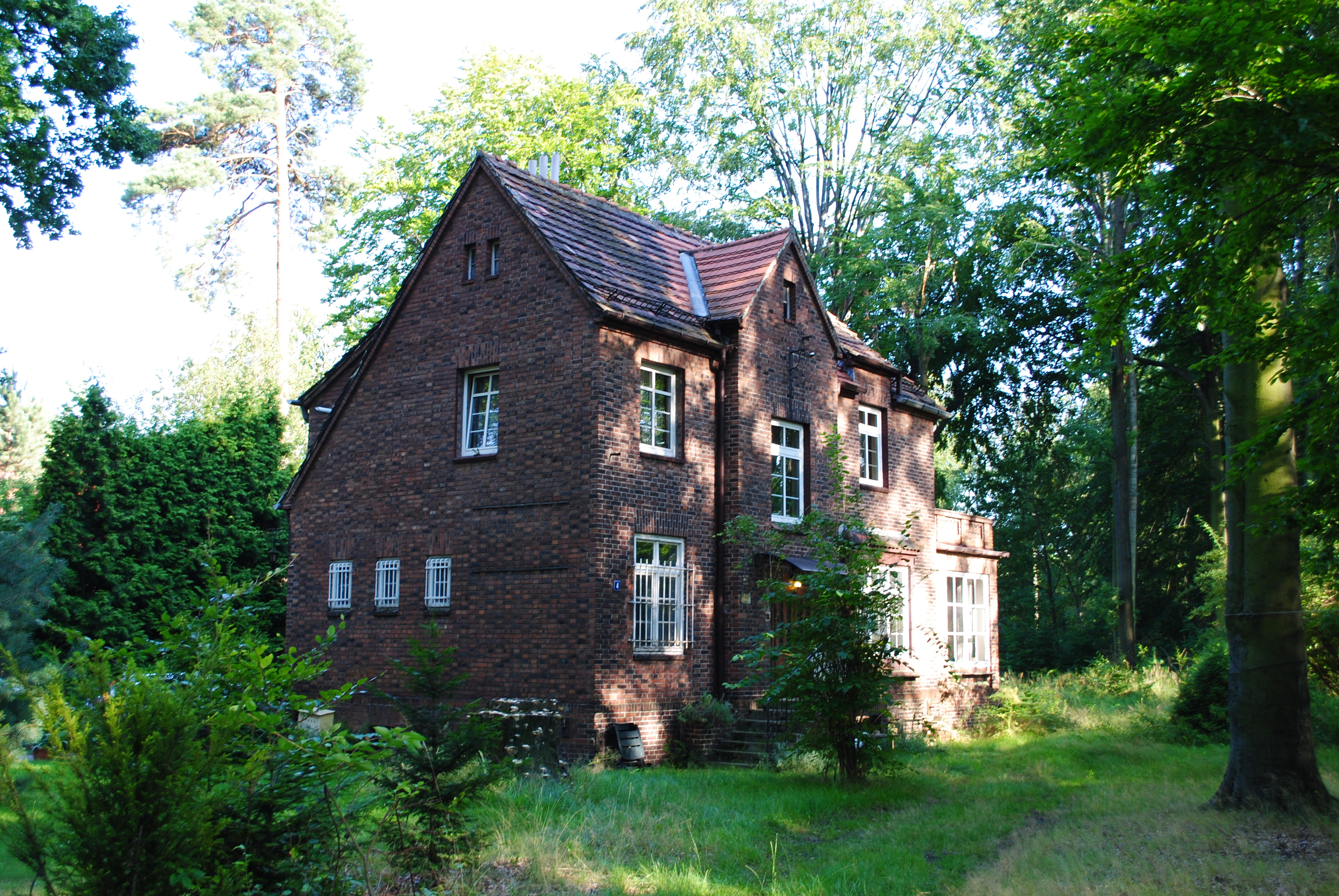
Ul. Górniczego Stanu 4
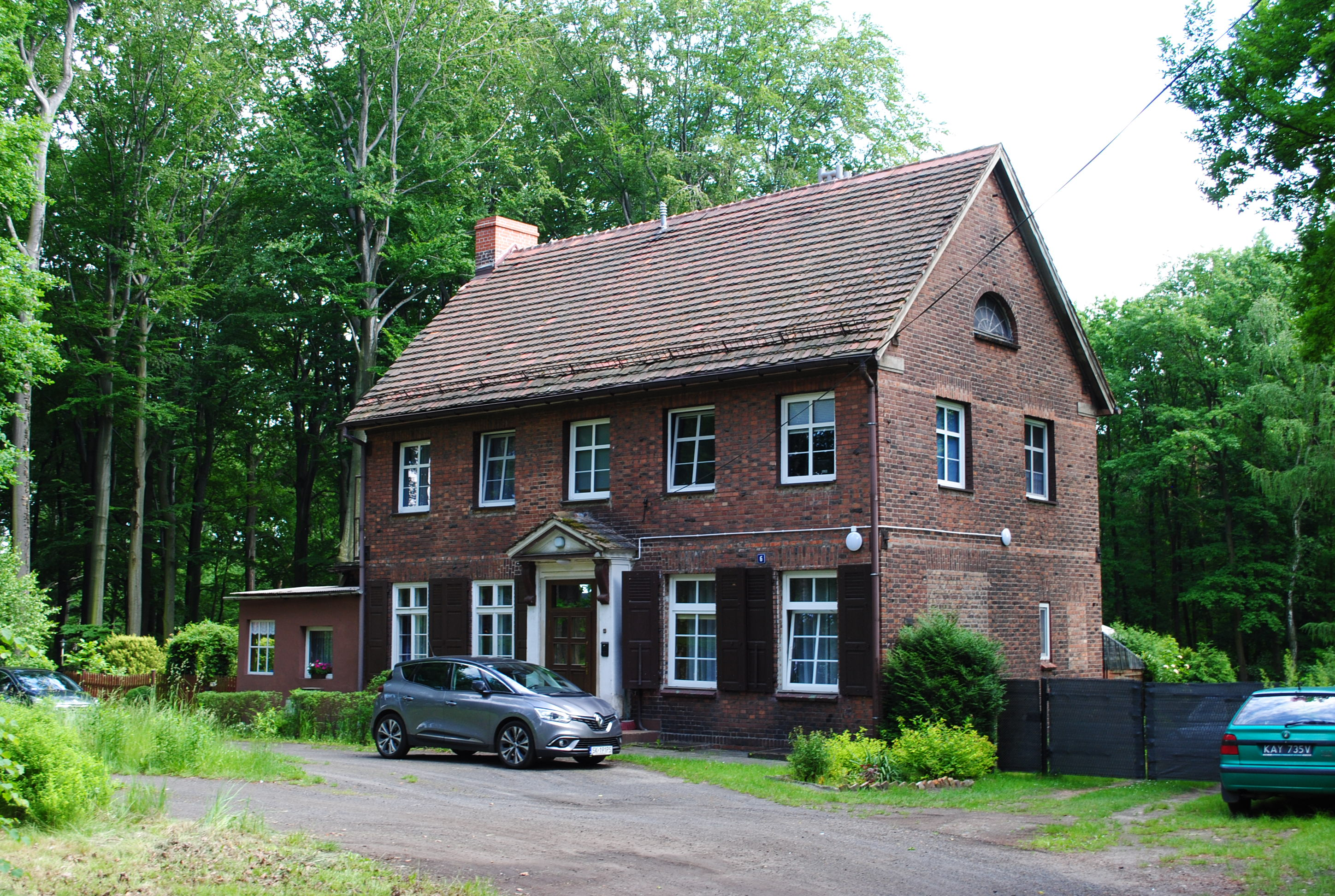
Ul. Górniczego Stanu 6
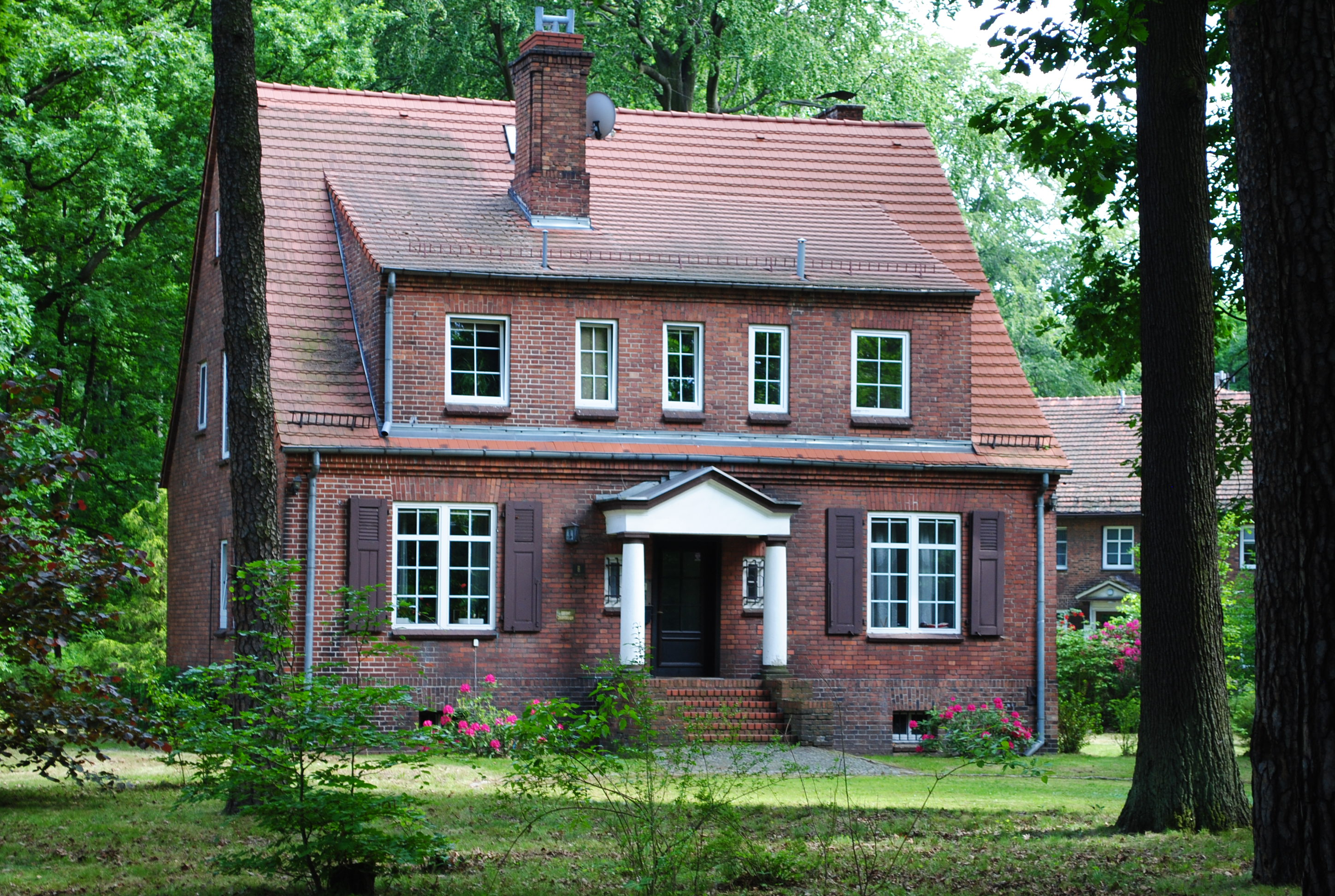
Ul. Górniczego Stanu 8
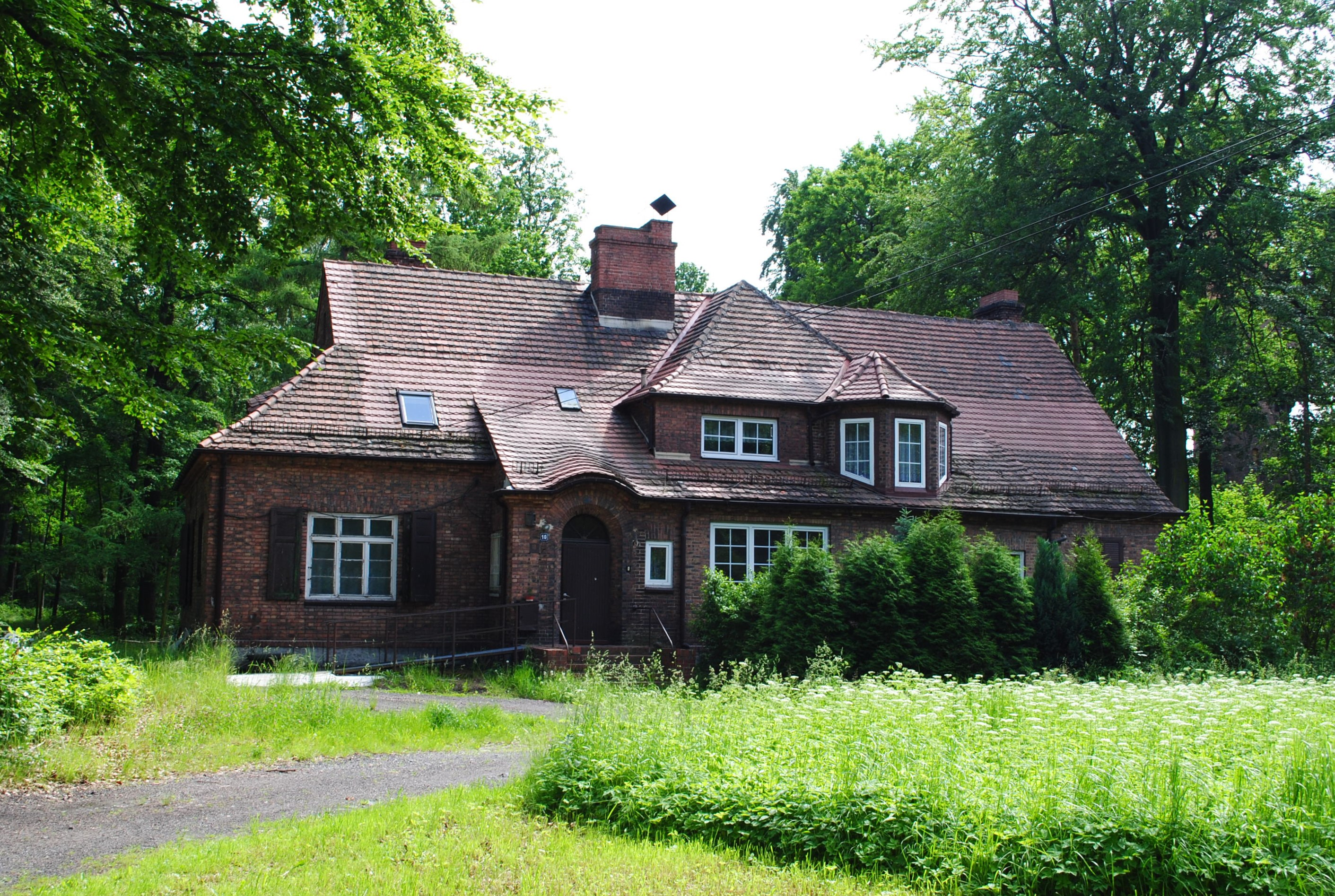
Ul. Górniczego Stanu 10
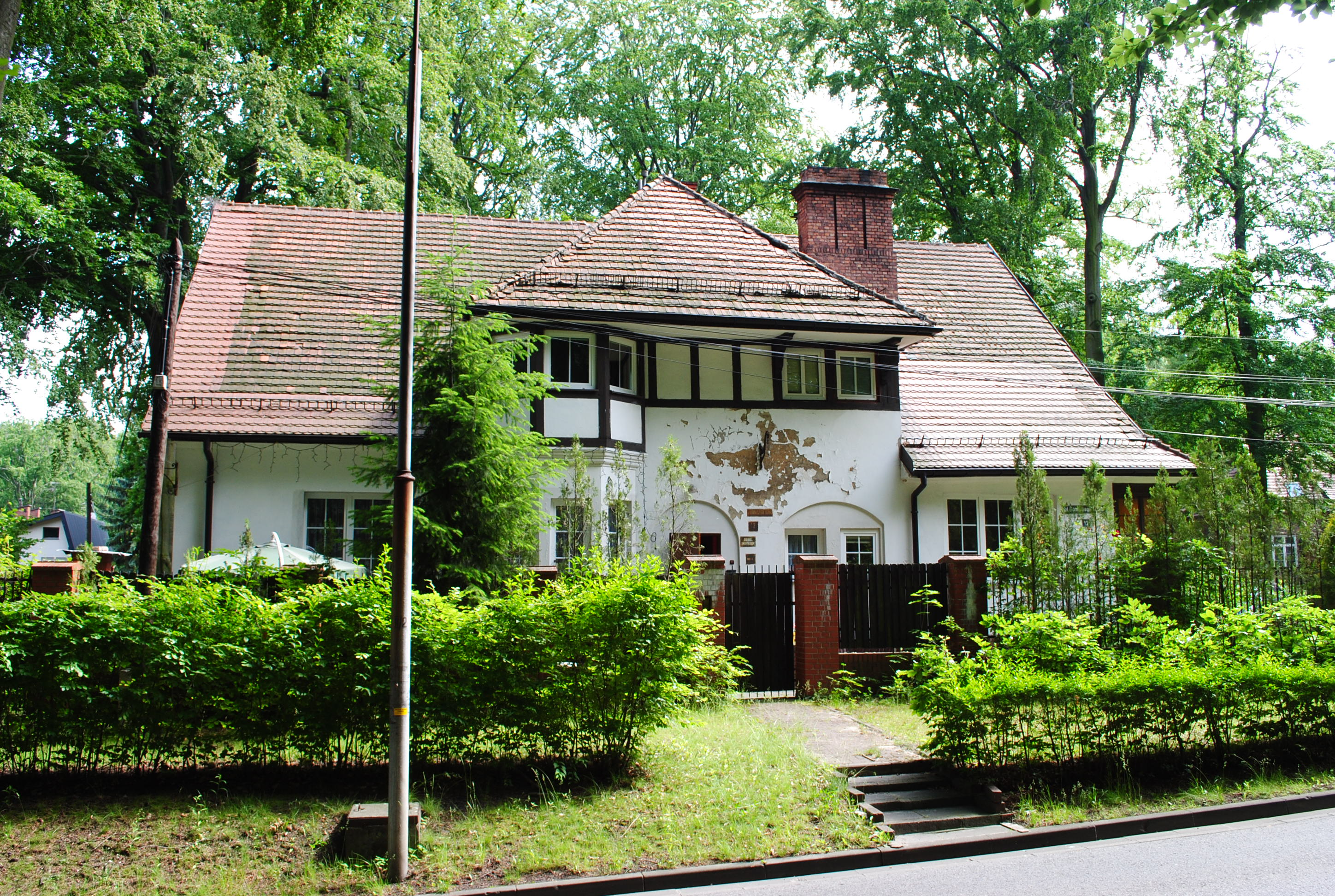
Ul. Górniczego Stanu 12